# Kamienica Arcybiskupia we Lwowie
Kamienica Arcybiskupia we Lwowie, dawny Pałac Arcybiskupi – kamienica we Lwowie, w Rynku, w pierzei wschodniej pod nr 9, barokowa, przebudowana ze starszego budynku w 1634 przez Jana Pokorowicza, z inicjatywy arcybiskupa Stanisława Grochowskiego z przeznaczeniem na rezydencję arcybiskupów lwowskich obrządku łacińskiego.
Kamienica stoi w miejscu, które było od 1376 własnością arcybiskupów halickich, darowaną im przez namiestnika Rusi, księcia Władysława Opolczyka. W 1405 z kolei była w tym miejscu rezydencja Świdrygiełły, najmłodszego brata Władysława Jagiełły. Później rezydował w niej arcybiskup Jan Rzeszowski.
W 1621 mieszkał w niej podczas pobytu we Lwowie król Zygmunt III Waza, a 10 listopada 1673 zmarł w niej król Michał Korybut Wiśniowiecki; do 1939 na budynku znajdowała się tablica informująca o tym wydarzeniu.
W 1832 rezydencja biskupów lwowskich została przeniesiona do nowej siedziby przy ul. Czarnieckiego a w przebudowanym budynku zorganizowano seminarium duchowne.
Późniejsze przebudowy pozbawiły budynek wspaniałego wystroju fasady, z którego pozostał portal z dwiema kolumnami. We wnętrzach zachowały się fragmenty XVII-wiecznych malowideł ściennych.
Od lat 70. XIX wieku do roku 1942 mieściła się tam drukarnia Szczęsnego Bednarskiego.